# Jumper (Elektrotechnik)

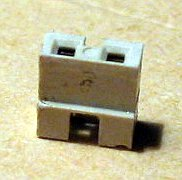
Jumper

Jumper (deutsch auch Kurzschlussbrücken) sind kleine Steckbrücken, die als eine Form von Kurzschlusssteckern auf die Kontakte von Stiftleisten gesteckt werden. Dadurch werden die Pins, auf die diese Jumper gesteckt werden, elektrisch miteinander verbunden („gebrückt“). Anwendungen liegen primär im Bereich der Elektronik und hier vor allem in der Computertechnik und Digitaltechnik, um bestimmte Voreinstellungen oder Funktionen von Komponenten festzulegen wie zum Beispiel die SCSI-ID einer Festplatte oder einen Ein-/Aus-Zustand. Das Konfigurieren mit Jumpern wird im Fachjargon als Jumpern bezeichnet. Die Größe eines Jumpers liegt im Bereich einiger weniger Millimeter, übliches Rastermaß ist 2,54 mm, d. h. 1/10 Zoll.

## Geschichte
Als Jumper wurden im englischen Sprachgebrauch lange vor der Erfindung moderner Computersysteme Kurzschlussbrücken in Telephonie-Systemen, sowie im Nieder- und Hochspannungsbereich bezeichnet. Mit dem Aufkommen des Dual in-line package kamen Kurzschlussbrücken zu Programmierzwecken als Electronic programing jumper pins zum Einsatz.

## Form
Jumper stellen eine spezielle Form von Kurzschlusssteckern dar, die sich durch die Bauform, Größe und Anwendung unterscheiden. Während Jumper wie eine Buchse gestaltet sind, sind Kurzschlussstecker mit Stiften ausgestattet. Größere Bauformen von Kurzschlusssteckern werden unter anderem auch in Elektroinstallationen oder im Bereich des elektrischen Prototypenbaus auf Steckbrettern verwendet.

## Aufbau
Ein Jumper besteht normalerweise aus einem kleinen, leicht gebogenen Blättchen aus Federstahl, das die zu überbrückenden Kontakte (Pins) direkt verbindet. Zum Aufbau des notwendigen Federdrucks, zum Schutz gegen Kurzschlüsse mit Nachbarkontakten und wegen der besseren Handhabbarkeit sind die Metallbrücken mit einem Gehäuse aus Kunststoff versehen. Der Jumper wird auf zwei benachbarte Pins gesteckt, wodurch über die Feder ein elektrischer Kontakt hergestellt wird. Die Stifte und Federn sind zur Minimierung des Übergangswiderstandes und zur Vermeidung von Korrosion meist vergoldet.
Die gleiche Funktion wie Jumper können auch DIP-Schalter erfüllen. Jumper sind jedoch wesentlich preisgünstiger, zuverlässiger und nehmen weniger Platz in Anspruch. Diesen Vorteilen steht jedoch eine – in der geringen Größe der Jumper begründete – umständlichere Handhabung gegenüber.
Jumper werden in unterschiedlichen Größen gefertigt, passend zum Rastermaß und der Stiftstärke der verwendeten Stiftleisten. Gängige Rastermaße sind 2,54 mm, 2 mm sowie 1,27 mm.

## Funktion

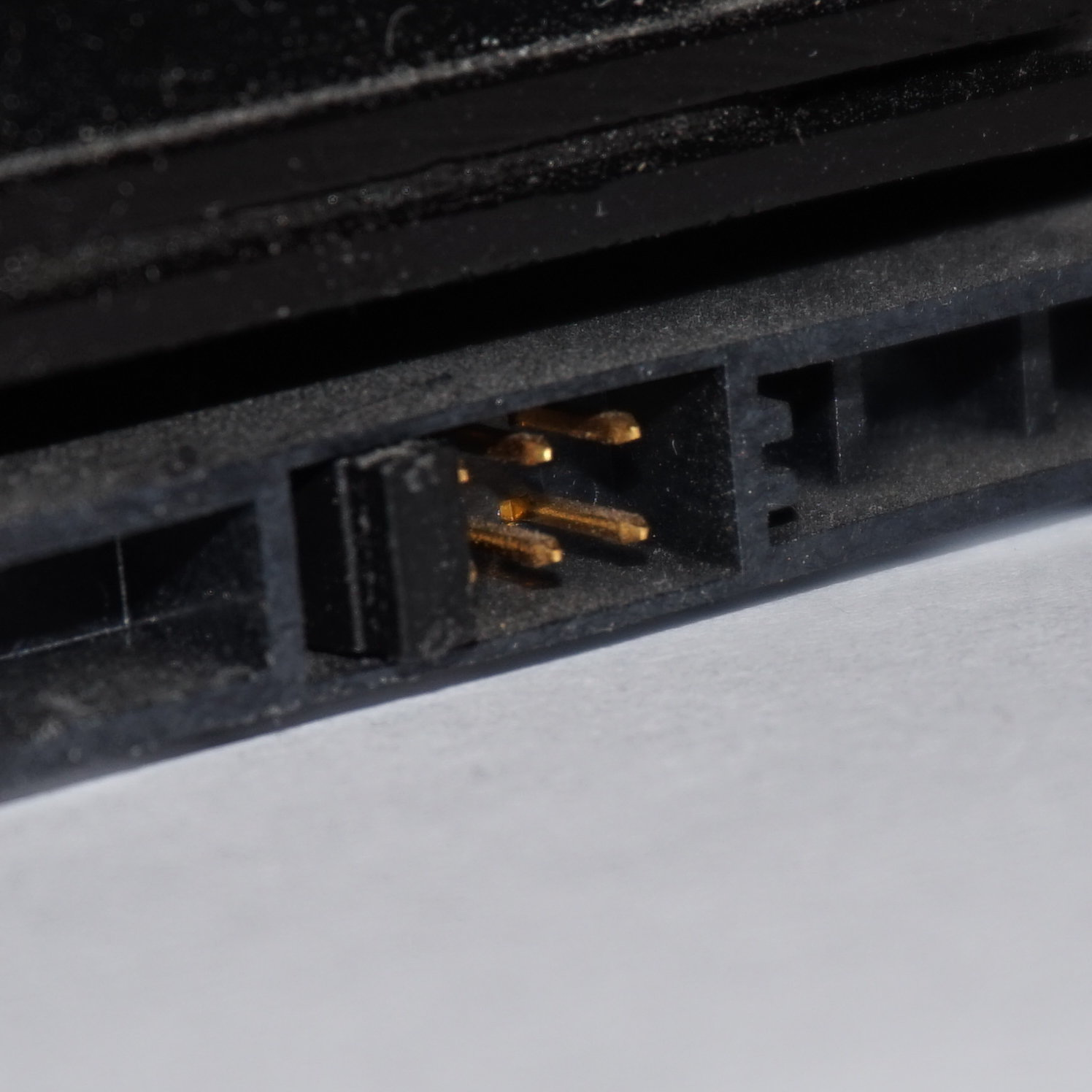
Jumper einer SATA-Festplatte

Jumper dienen der Konfiguration einer elektronischen Baugruppe oder der Einstellung von Betriebsparametern, sofern diese Festlegungen selten oder sogar nur einmalig bei Inbetriebnahme vorgenommen werden. In der Regel werden dafür über die Jumper Masse-Verbindungen hergestellt. Zusammen mit einem Pull-up-Widerstand wird auf diese Weise eine einem Bit entsprechende Information zur Verfügung gestellt.
So erfolgt die Festlegung der ID-Nummern bei SCSI-Laufwerken durch eine Kombination aus drei oder vier Jumpern, die zusammen die drei oder vier Bits der ID-Nummer bilden. Bei Parallel-ATA-Festplatten dient die Jumperung zur Bestimmung der ATA-Device-Nummer (0 für Master bzw. 1 für Slave), die festlegt, ob es sich um das erste oder zweite Laufwerk am entsprechenden ATA/ATAPI-Bus handelt.
Mechanisch weisen Jumper häufig eine Griffkante auf, um das Ziehen zu vereinfachen. In der Mitte befindet sich eine Aussparung, um den Jumper bei engen Bauverhältnissen mit einem kleinen Haken herausziehen zu können. Beide Features sind im Foto rechts zu sehen.

## Varianten

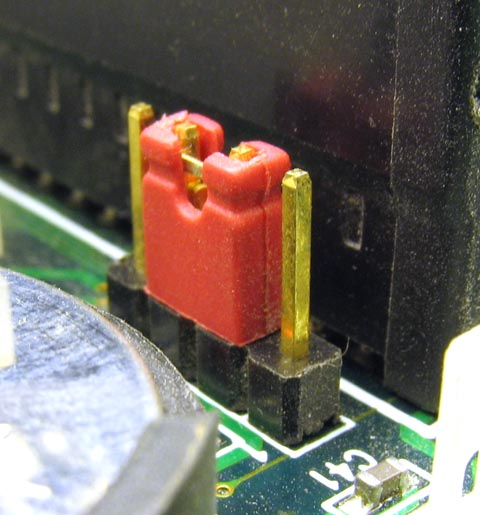
Roter Jumper auf einer Platine

### Lötjumper
Lötjumper sind eng beieinanderliegende Zinnflächen auf einer Platine. Sie werden nicht per Steckbrücke, sondern mit einer ausreichenden Menge Lot verbunden. Mittels Lötkolben und Entlötpumpe ist diese Verbindung genauso einfach wieder trennbar. Lötjumper sind weniger flexible Konfigurationsmittel und werden typischerweise seltener geändert als Steckjumper. Werden statt einer reinen Lötzinnbrücke kurze eingelötete Drahtstücke oder Drahtbrücken verwendet, spricht man auch von Strapping.
Je nach Grundeinstellung ist zwischen den Lötpads bereits eine Leiterbahn zur initialen Verbindung vorhanden. Diese muss für eine gewünschte Unterbrechung mit einem scharfen Gegenstand – z. B. einem Cutter – getrennt werden; daher rührt im Jargon die Bezeichnung Schnitzbrücke.
Der typische Anwendungsfall von Lötjumpern sind Bestückungsvarianten. Das bedeutet, dass zum sinnvollen Ändern einer Lötbrücke ohnehin das Umlöten eines anderen Bauelements erforderlich ist. Bei automatisiert bestückten Leiterplatten werden Löt- und Schnitzbrücken zugunsten von Null-Ohm-Widerständen verdrängt.

### Umschalter
Mit einem Jumper kann auch ein Umschalter realisiert werden. Dazu müssen die Stiftleisten über drei Kontaktstifte verfügen. Der Umschaltkontakt ist der mittlere Kontaktstift. Durch den Jumper wird er wahlweise mit dem rechten oder dem linken verbunden.

## Undokumentierte Jumpereinstellungen

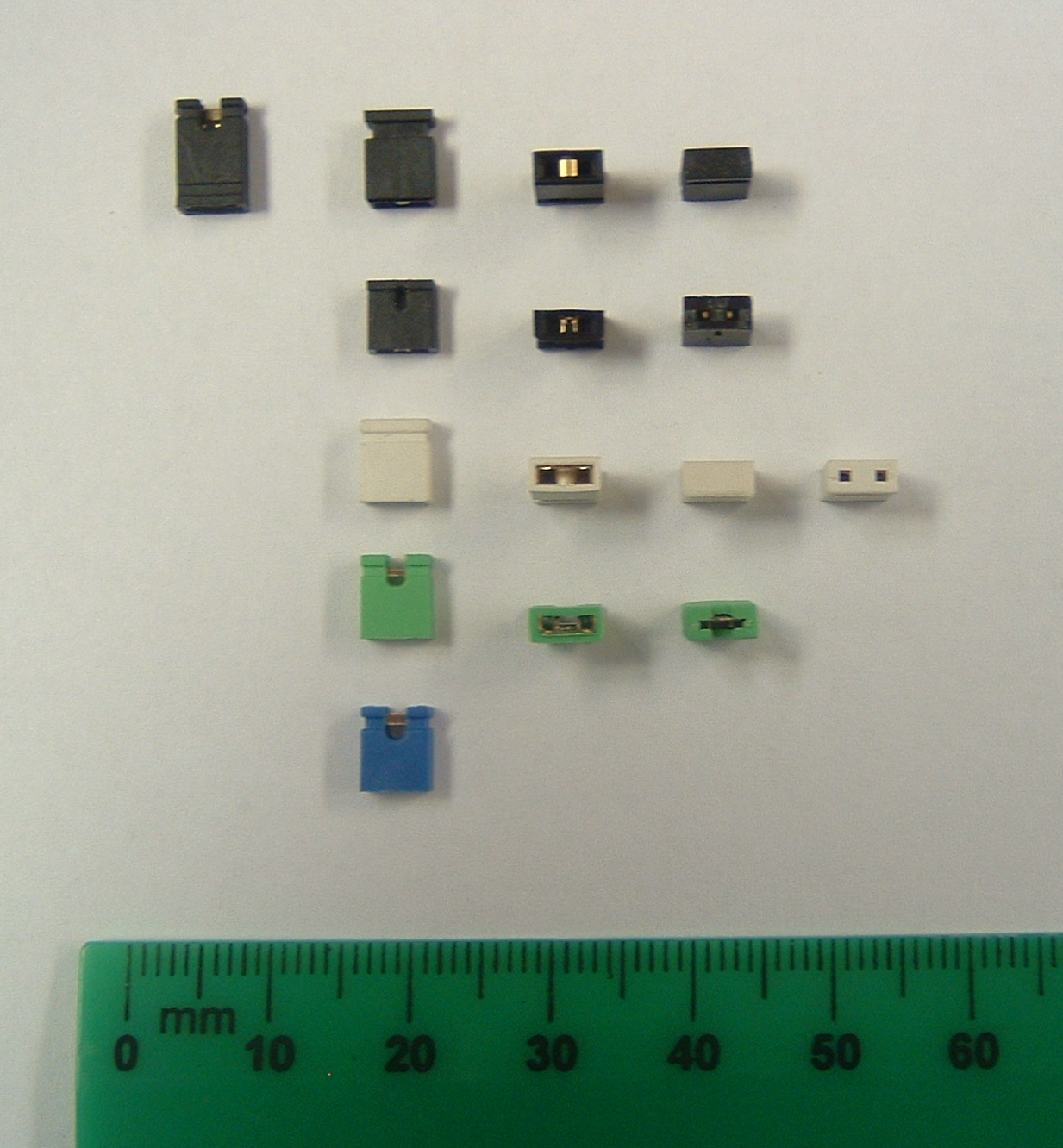
Jumper in verschiedenen Farben

Hersteller von Hardware dokumentieren im Allgemeinen alle möglichen oder sinnvollen Kombinationen von gesetzten und ungesetzten Jumpern. Es gibt allerdings eine Reihe von Fällen, wo zum Fertigungszeitpunkt zwar bestimmte Funktionen in der Hardware implementiert wurden, diese jedoch durch (nicht gesetzte) Jumper deaktiviert und auch nicht in die Dokumentation aufgenommen wurden. Mögliche Gründe können sein:
- Unvollkommenheiten der zusätzlichen Features;
- Marketingaspekte: Das gleiche Produkt kann in zwei Varianten zu unterschiedlichen Preisen verkauft werden, ist aber durch höhere Fertigungszahlen insgesamt trotzdem günstiger als zwei tatsächlich unterschiedliche Produktvarianten;
- Erweiterte Funktionen können von den übrigen Komponenten zum Zeitpunkt der Auslieferung nicht genutzt werden;
- Funktionen werden nur zu Servicezwecken bzw. fabrikintern zur Fertigung benötigt und sind für den Besitzer des Produkts nicht von Bedeutung beziehungsweise nicht zu dessen Benutzung vorgesehen.

Findige und experimentierfreudige Anwender finden immer wieder undokumentierte Jumpereinstellungen und veröffentlichen diese im Internet. Am häufigsten ist das bei Computer-Mainboards der Fall, aber auch bei CD-ROM-Laufwerken oder Host-Bus-Adaptern finden sich entsprechende Beispiele. Bei Mainboards handelt es sich meist um Spannungswerte für die CPU oder um Einstellungen, die die Taktfrequenz beeinflussen.